# Десять портретів євреїв ХХ століття
«Десять портретів євреїв ХХ століття» — серія з десяти картин Енді Воргола 1980 року. Після першої виставки картини експонувалися в синагогах та єврейських установах по всій території Сполучених Штатів.
Серія складається з десяти шовкографічних полотен, кожне розміром 40 на 40 дюймів (100 см × 100 см). Було зроблено п'ять видань серії. Серія також була створена Ворголом як портфоліо трафаретних відбитків на дошці музею Ленокса, що включало 200 видань, 30 художніх пробних відбитків, 5 друкарських пробних відбитків, 3 електронні версії та 25 унікальних пробних пробних відбитків.

## Передісторія
У 1979 році Воргол почав працювати над серією, яку йому запропонував арт-дилер Рональд Фельдман. Теми портретів були обрані Фельдманом після консультацій з директором художньої школи Єврейського громадського центру Великого Вашингтона Рут Левін та директором галереї Центру Сьюзан Моргенштейн. Спочатку Фельдман ініціював проект на замовлення ізраїльського арт-дилера для серії портретів Голди Меїр. Воргол назвав цю серію «Єврейські генії».

## Суб'єкти
- Актриса Сара Бернар[6]
- Суддя Верховного Суду США Луї Брендайс[6]
- Філософ Мартін Бубер[6]
- Фізик Альберт Ейнштейн[6]
- Психолог і письменник Зигмунд Фрейд[6]
- Естрадні та екранні гумористи Брати Маркс[6]
- Прем'єр-міністр Ізраїлю Голда Меїр[6]
- Композитор і автор пісень Джордж Гершвін[6]
- Романіст Франц Кафка[6]
- Романіст і критик Ґертруда Стайн[6]

## Виставки
Вперше «Десять портретів євреїв ХХ століття» було показано в Єврейському громадському центрі Великого Вашингтона в Роквіллі, штат Меріленд, у березні 1980 року. У вересні 1980 року серія була виставлена у Мистецькому музеї Лоу при Університеті Маямі в Корал-Гейблз, штат Флорида. Того ж місяця ще одна серія була змонтована в галереї Лінди Фарріс у Сіетлі, штат Вашингтон. З вересня по листопад 1980 року серія була включена до виставки Воргола в Портлендському центрі візуальних мистецтв у Портленді, штат Орегон. Серія також виставлялася в Єврейському музеї Нью-Йорка з вересня 1980 року по січень 1981 року.
У листопаді 1980 року серія була включена у святкування євреїв під назвою «Варіації на єврейську тематику» у Гартфордському єврейському громадському центрі в Гарфорді, штат Коннектикут.
Серія виставлялася в Національній портретній галереї в Лондоні з січня по червень 2006 року, а в 2008 році повернулася до Єврейського музею в Нью-Йорку на виставці під назвою «Євреї Уоргола: 10 переосмислених портретів» Серія була виставлена в садибі Ваддесдон у Бакінгемширі, Англія, у 2011 році. Набір ескізів серії був подарований Єврейському музею Нью-Йорка Лоррейн і Мартіном Бейтлерами у 2006 році.
Два набори зберігаються в Де-Мойні, штат Айова. Один експонується в Мистецькому центрі Де-Мойн, а інший — в Ізраїльській синагозі «Тіферет Ісраель».

## Сприйняття та критичні відгуки
Виставка отримала дуже різну і навіть досить різку реакцію критиків. Видання Philadelphia Inquirer назвало серію «єврейською експлуатацією», а критик «Вілледж войс» написав, що виставка була «лицемірною, цинічною та експлуататорською».
У рецензії Хілтона Крамера в «Нью-Йорк Таймс» зазначалося, що «виставка вульгарна, від неї тхне комерцією, а її внесок у мистецтво дорівнює нулю» і що «те, як вона експлуатує єврейську тематику, не демонструючи ані найменшого розуміння її значення, є образливим — або було б таким, якби художник не ставився до багатьох неєврейських тем у такій же вульгарній манері».
Керрі Рікі більш позитивно відгукнувся про виставку для Artforum, написавши, що «картини приголомшливі», і зазначив, що вони мають «несподіване поєднання культурної антропології, портрету, вшанування знаменитостей та дослідження інтелігенції — і все це водночас».
Бернард Хенсон з Hartford Courant заявив, що портрети були «красивими». Він додав, що виставка була «справжнім досвідом. Воргол поєднує фотографічне зображення, елегантно спрощений контур і магічну взаємодію кольорових площин, щоб створити бачення, яке є частково документом, а частково фантазією».
У 2006 році Національна портретна галерея писала, що «наполягання Уорхола на тому, щоб суб'єкти зображення були мертвими, надає серії невідворотного характеру смертності. Обличчя померлих з'являються ніби за фасадом сучасності. Напруга, що зберігається між фотографією та абстракцією, фокусує питання їхньої знаменитості. Досліджуючи межі розлому між людиною та її виготовленим, поверхневим образом, Воргол представляє славу цих людей як складну метаморфозу».
Пізніше Кен Джонсон у своїй рецензії 2008 року для «Нью-Йорк Таймс» писав: «Однак, що вражає в цих картинах зараз, так це те, наскільки вони нецікаві. Те, що колись робило їх суперечливими — натяк на жартівливий, несвідомий антисемітизм — випарувалося, залишивши по собі не більше, ніж м'які, схожі на плакати зображення. Картини мають певний візуальний пафос, деякі з них можна навіть назвати джазовими… Проблема для Воргола не в тому, чим займалися його герої, і не в єврействі загалом. Його справжньою темою була слава. Він цікавився відомими людьми просто тому, що вони були відомими».